# Kun skæbnen lever
Kun skæbnen lever er en dansk kortfilm fra 2001, der er instrueret af Daniel Horowitz.

## Handling
En mand møder en kvinde. Sammen tager de ud til havet for at finde friheden, men på vejen møder de en mystisk ældre kvinde. Et eksistentialistisk eksperiment om to unge mennesker, der begge er søgende i en verden med trætte sjæle, hvor de søger ro og frihed til at leve.